# Younger (Fernsehserie)/Episodenliste
Diese Episodenliste enthält alle Episoden der US-amerikanischen Comedyserie Younger, sortiert nach der US-amerikanischen Erstausstrahlung. Die Fernsehserie umfasst sieben Staffeln mit 84 Episoden.

## Übersicht
| Staffel | Episodenanzahl | Erstausstrahlung USA | Erstausstrahlung USA | Deutschsprachige Erstausstrahlung | Deutschsprachige Erstausstrahlung |
| Staffel | Episodenanzahl | Staffelpremiere      | Staffelfinale        | Staffelpremiere                   | Staffelfinale                     |
| ------- | -------------- | -------------------- | -------------------- | --------------------------------- | --------------------------------- |
| 1       | 12             | 31. März 2015        | 9. Juni 2015         | 3. Februar 2016                   | 20. April 2016                    |
| 2       | 12             | 13. Januar 2016      | 23. März 2016        | 22. Juni 2016                     | 27. Juli 2016                     |
| 3       | 12             | 28. September 2016   | 21. Dezember 2016    | 1. Dezember 2016                  | 9. Februar 2017                   |
| 4       | 12             | 28. Juni 2017        | 13. September 2017   | 13. November 2017                 | 18. Dezember 2017                 |
| 5       | 12             | 5. Juni 2018         | 28. August 2018      | 2. Oktober 2018                   | 6. November 2018                  |
| 6       | 12             | 12. Juni 2019        | 4. September 2019    | 28. Oktober 2019                  | 2. Dezember 2019                  |
| 7       | 12             | 15. April 2021       | 10. Juni 2021        | 9. Oktober 2021                   | 10. Oktober 2021                  |

## Staffel 1
Die Erstausstrahlung der ersten Staffel war vom 31. März bis zum 9. Juni 2015 auf dem US-amerikanischen Fernsehsender TV Land zu sehen. Die deutschsprachige Erstausstrahlung sendete der deutsche Pay-TV-Sender TNT Glitz vom 3. Februar bis zum 20. April 2016.
| Nr. (ges.) | Nr. (St.) | Deutscher Titel                    | Originaltitel                  | Erstausstrahlung USA | Deutschsprachige Erstausstrahlung (D) | Regie           | Drehbuch                                            | Zuschauer (USA) |
| ---------- | --------- | ---------------------------------- | ------------------------------ | -------------------- | ------------------------------------- | --------------- | --------------------------------------------------- | --------------- |
| 1          | 1         | 40 ist das neue 26                 | Pilot                          | 31. März 2015        | 3. Feb. 2016                          | Darren Star     | Darren Star                                         | 0,504 Mio.      |
| 2          | 2         | Topless Tuesday                    | Liza Sows Her Oates            | 31. März 2015        | 10. Feb. 2016                         | Darren Star     | Darren Star                                         | 0,463 Mio.      |
| 3          | 3         | IRL                                | IRL                            | 7. Apr. 2015         | 17. Feb. 2016                         | Darren Star     | Dottie Dartland Zicklin & Eric Zicklin              | 0,507 Mio.      |
| 4          | 4         | Exzesse                            | The Exes                       | 14. Apr. 2015        | 24. Feb. 2016                         | Tamra Davis     | Rick Singer                                         | 0,344 Mio.      |
| 5          | 5         | Girl Code                          | Girl Code                      | 21. Apr. 2015        | 2. März 2016                          | Tamra Davis     | Alison Brown                                        | 0,550 Mio.      |
| 6          | 6         | #Schlampenpakt                     | Shedonism                      | 28. Apr. 2015        | 9. März 2016                          | Arlene Sanford  | Darren Star, Dottie Dartland Zicklin & Eric Zicklin | 0,647 Mio.      |
| 7          | 7         | Sliplos                            | Broke and Pantyless            | 5. Mai 2015          | 16. März 2016                         | Peter Lauer     | Darren Star                                         | 0,578 Mio.      |
| 8          | 8         | Kollateralschäden                  | Sk8                            | 12. Mai 2015         | 23. März 2016                         | Peter Lauer     | Dottie Dartland Zicklin & Eric Zicklin              | 0,616 Mio.      |
| 9          | 9         | Der Schmachtstapel                 | I’m With Stupid                | 19. Mai 2015         | 30. März 2016                         | Steven Tsuchida | Alison Brown                                        | 0,501 Mio.      |
| 10         | 10        | Der Drache und andere Lügenmärchen | The Boy with the Dragon Tattoo | 26. Mai 2015         | 6. Apr. 2016                          | Steven Tsuchida | Rick Singer                                         | 0,589 Mio.      |
| 11         | 11        | Hot Mitzvah                        | Hot Mitzvah                    | 2. Juni 2015         | 13. Apr. 2016                         | Tricia Brock    | Dottie Dartland Zicklin & Eric Zicklin              | 0,657 Mio.      |
| 12         | 12        | Endlich Neuanfang                  | The Old Ma’am and the C        | 9. Juni 2015         | 20. Apr. 2016                         | Tricia Brock    | Darren Star                                         | 0,645 Mio.      |

## Staffel 2
Die Erstausstrahlung der zweiten Staffel war vom 13. Januar bis zum 23. März 2016 auf dem US-amerikanischen Fernsehsender TV Land zu sehen. Die deutschsprachige Erstausstrahlung sendete der deutsche Pay-TV-Sender TNT Comedy vom 22. Juni bis zum 27. Juli 2016.
| Nr. (ges.) | Nr. (St.) | Deutscher Titel                  | Originaltitel                     | Erstausstrahlung USA | Deutschsprachige Erstausstrahlung (D) | Regie           | Drehbuch                               | Zuschauer (USA) |
| ---------- | --------- | -------------------------------- | --------------------------------- | -------------------- | ------------------------------------- | --------------- | -------------------------------------- | --------------- |
| 13         | 1         | Alles was sticht                 | Tattoo You                        | 13. Jan. 2016        | 22. Juni 2016                         | Steven Tsuchida | Darren Star                            | 0,540 Mio.      |
| 14         | 2         | Miss Verstanden                  | The Mao Function                  | 13. Jan. 2016        | 22. Juni 2016                         | Steven Tsuchida | Dottie Dartland Zicklin & Eric Zicklin | 0,433 Mio.      |
| 15         | 3         | Wie ein Boss                     | Like a Boss                       | 20. Jan. 2016        | 29. Juni 2016                         | Peter Lauer     | Dottie Dartland Zicklin & Eric Zicklin | 0,574 Mio.      |
| 16         | 4         | Eine große Sache                 | The Jade Crusade                  | 27. Jan. 2016        | 29. Juni 2016                         | Peter Lauer     | Jessie Cantrell                        | 0,574 Mio.      |
| 17         | 5         | High Jersey                      | Jersey, Sure                      | 3. Feb. 2016         | 6. Juli 2016                          | Tamra Davis     | Terri Minsky                           | 0,624 Mio.      |
| 18         | 6         | Alles mit links                  | Un-Jaded                          | 10. Feb. 2016        | 6. Juli 2016                          | Tamra Davis     | Rick Singer                            | 0,569 Mio.      |
| 19         | 7         | Wild im Wald                     | Into the Woods & Out of the Woods | 17. Feb. 2016        | 13. Juli 2016                         | Todd Biermann   | Eliot Glazer                           | 0,616 Mio.      |
| 20         | 8         | Therapie zwecklos                | Beyond Therapy                    | 24. Feb. 2016        | 13. Juli 2016                         | Todd Biermann   | Grant Sloss                            | 0,705 Mio.      |
| 21         | 9         | Schäferstündchen                 | The Good Shepherd                 | 2. März 2016         | 20. Juli 2016                         | Andrew Fleming  | Darren Star                            | 0,643 Mio.      |
| 22         | 10        | (S)ex Mann                       | Bad Romance                       | 9. März 2016         | 20. Juli 2016                         | Andrew Fleming  | Alison Brown                           | 0,616 Mio.      |
| 23         | 11        | Fürchtet den Zorn des Himmels    | Secrets & Liza                    | 16. März 2016        | 27. Juli 2016                         | Peter Lauer     | Dottie Dartland Zicklin & Eric Zicklin | 0,654 Mio.      |
| 24         | 12        | Keine Hochzeit und ein Todesfall | No Weddings & a Funeral           | 23. März 2016        | 27. Juli 2016                         | Peter Lauer     | Darren Star                            | 0,678 Mio.      |

## Staffel 3
Die Erstausstrahlung der dritten Staffel war vom 28. September bis zum 14. Dezember 2016 auf dem US-amerikanischen Fernsehsender TV Land zu sehen. Die deutschsprachige Erstausstrahlung sendete der deutsche Pay-TV-Sender TNT Comedy vom 1. Dezember 2016 bis zum 9. Februar 2017.
| Nr. (ges.) | Nr. (St.) | Deutscher Titel         | Originaltitel               | Erstausstrahlung USA | Deutschsprachige Erstausstrahlung (D) | Regie           | Drehbuch                                             | Zuschauer (USA) |
| ---------- | --------- | ----------------------- | --------------------------- | -------------------- | ------------------------------------- | --------------- | ---------------------------------------------------- | --------------- |
| 25         | 1         | Nur Ein Kuss            | A Kiss Is Just a Kiss       | 28. Sep. 2016        | 1. Dez. 2016                          | Steven Tsuchida | Darren Star                                          | 0,496 Mio.      |
| 26         | 2         | Der Marshmallow Test    | The Marshmallow Experiment  | 5. Okt. 2016         | 1. Dez. 2016                          | Steven Tsuchida | Dottie Dartland Zicklin & Eric Zicklin               | 0,537 Mio.      |
| 27         | 3         | Das Ende Naht           | Last Days of Books          | 12. Okt. 2016        | 8. Dez. 2016                          | Tricia Brock    | Alison Brown                                         | 0,528 Mio.      |
| 28         | 4         | Tage Wie Diese          | A Night at the Opera        | 19. Okt. 2016        | 15. Dez. 2016                         | Tricia Brock    | Ashley Skidmore                                      | 0,453 Mio.      |
| 29         | 5         | Pfannkuchen             | P Is for Pancake            | 26. Okt. 2016        | 22. Dez. 2016                         | Peter Lauer     | Jessie Cantrell                                      | 0,567 Mio.      |
| 30         | 6         | Auswärtsspiel           | Me, Myself and O            | 2. Nov. 2016         | 29. Dez. 2016                         | Peter Lauer     | Lyle Friedman & Ashley Skidmore                      | 0,553 Mio.      |
| 31         | 7         | Die lüsternen Ladies    | Ladies Who Lust             | 9. Nov. 2016         | 5. Jan. 2017                          | Todd Biermann   | Lila Feinberg                                        | 0,548 Mio.      |
| 32         | 8         | Volle Fahrt voraus      | What’s Up, Dock?            | 16. Nov. 2016        | 2. Jan. 2017                          | Todd Biermann   | Alison Brown                                         | 0,618 Mio.      |
| 33         | 9         | Summer Friday           | Summer Friday               | 30. Nov. 2016        | 19. Jan. 2017                         | Peter Lauer     | Darren Star                                          | 0,655 Mio.      |
| 34         | 10        | Von Vögeln und Menschen | Pigeons, Parrots and Storks | 7. Dez. 2016         | 26. Jan. 2017                         | Peter Lauer     | Dottie Dartland Zicklin & Eric Zicklin & Grant Sloss | 0,648 Mio.      |
| 35         | 11        | Lügen haben lange Beine | A Book Fair to Remember     | 14. Dez. 2016        | 2. Feb. 2017                          | Andrew Fleming  | Alison Brown                                         | 0,602 Mio.      |
| 36         | 12        | Aufwachen               | Get Real                    | 14. Dez. 2016        | 9. Feb. 2017                          | Dottie Zicklin  | Darren Star & Dottie Dartland Zicklin & Eric Zicklin | 0,546 Mio.      |

## Staffel 4
Die Erstausstrahlung der vierten Staffel war vom 28. Juni bis zum 13. September 2017 auf dem US-amerikanischen Fernsehsender TV Land zu sehen. Die deutschsprachige Erstausstrahlung sendete der deutsche Pay-TV-Sender TNT Comedy vom 13. November bis zum 18. Dezember 2017.
| Nr. (ges.) | Nr. (St.) | Deutscher Titel            | Originaltitel               | Erstausstrahlung USA | Deutschsprachige Erstausstrahlung (D) | Regie           | Drehbuch                                              | Zuschauer (USA) |
| ---------- | --------- | -------------------------- | --------------------------- | -------------------- | ------------------------------------- | --------------- | ----------------------------------------------------- | --------------- |
| 37         | 1         | Wahrheit ist relativ       | Post Truth                  | 28. Juni 2017        | 13. Nov. 2017                         | Steven Tsuchida | Darren Star                                           | 0,802 Mio.      |
| 38         | 2         | Alles Hygge                | Gettin’ Hygge With It       | 5. Juli 2017         | 13. Nov. 2017                         | Steven Tsuchida | Dottie Dartland Zicklin & Eric Zicklin                | 0,661 Mio.      |
| 39         | 3         | Bonfire                    | Forged in Fire              | 12. Juli 2017        | 20. Nov. 2017                         | Todd Biermann   | Alison Brown                                          | 0,713 Mio.      |
| 40         | 4         | Pink ist das neue Schwarz  | In The Pink                 | 19. Juli 2017        | 20. Nov. 2017                         | Todd Biermann   | Grant Sloss                                           | 0,671 Mio.      |
| 41         | 5         | Geschenkt ist geschenkt?   | The Gift of the Maggie      | 26. Juli 2017        | 27. Nov. 2017                         | Brennan Shroff  | Ashley Skidmore & Lyle Friedman                       | 0,672 Mio.      |
| 42         | 6         | Twitter-Krieg              | A Close Shave               | 2. Aug. 2017         | 27. Nov. 2017                         | Brennan Shroff  | Don Roos                                              | 0,738 Mio.      |
| 43         | 7         | Pitch-Fest                 | Fever Pitch                 | 9. Aug. 2017         | 4. Dez. 2017                          | Peter Lauer     | Joe Murphy                                            | 0,696 Mio.      |
| 44         | 8         | Das Schamhaar im Eisbecher | The Gelato and the Pube     | 16. Aug. 2017        | 4. Dez. 2017                          | Peter Lauer     | Dottie Dartland Zicklin & Eric Zicklin                | 0,698 Mio.      |
| 45         | 9         | Der Vorfall                | The Incident at Pound Ridge | 23. Aug. 2017        | 11. Dez. 2017                         | Dottie Zicklin  | Dottie Dartland Zicklin & Eric Zicklin & Alison Brown | 0,760 Mio.      |
| 46         | 10        | Wie im Roman               | A Novel Marriage            | 30. Aug. 2017        | 11. Dez. 2017                         | Andrew Fleming  | Alison Brown                                          | 0,828 Mio.      |
| 47         | 11        | Tatsächlich, Liebe         | It’s Love, Actually         | 6. Sep. 2017         | 18. Dez. 2017                         | Andrew Fleming  | Grant Sloss                                           | 0,758 Mio.      |
| 48         | 12        | Irischer Abgang            | Irish Goodbye               | 13. Sep. 2017        | 18. Dez. 2017                         | Todd Biermann   | Darren Star & Don Roos & Joe Murphy                   | 0,825 Mio.      |

## Staffel 5
Die Erstausstrahlung der fünften Staffel war vom 5. Juni bis zum 28. August 2018 auf dem US-amerikanischen Fernsehsender TV Land zu sehen. Die deutschsprachige Erstausstrahlung sendete der deutsche Pay-TV-Sender TNT Comedy vom 2. Oktober bis zum 6. November 2018.
| Nr. (ges.) | Nr. (St.) | Deutscher Titel             | Originaltitel             | Erstausstrahlung USA | Deutschsprachige Erstausstrahlung (D) | Regie           | Drehbuch                               | Zuschauer (USA) |
| ---------- | --------- | --------------------------- | ------------------------- | -------------------- | ------------------------------------- | --------------- | -------------------------------------- | --------------- |
| 49         | 1         | #LizaToo                    | #LizaToo                  | 5. Juni 2018         | 2. Okt. 2018                          | Steven Tsuchida | Darren Star                            | 0,603 Mio.      |
| 50         | 2         | Titanic-Stimmung            | A Titanic Problem         | 12. Juni 2018        | 2. Okt. 2018                          | Steven Tsuchida | Dottie Dartland Zicklin & Eric Zicklin | 0,701 Mio.      |
| 51         | 3         | Lügen muss gelernt sein     | The End of the Tour       | 19. Juni 2018        | 9. Okt. 2018                          | Peter Lauer     | Alison Brown                           | 0,635 Mio.      |
| 52         | 4         | Der talentierte Mr. Ridley  | The Talented Mr. Ridley   | 26. Juni 2018        | 9. Okt. 2018                          | Peter Lauer     | Grant Sloss                            | 0,735 Mio.      |
| 53         | 5         | Queer                       | Big Little Liza           | 10. Juli 2018        | 16. Okt. 2018                         | Miriam Shor     | Ashley Skidmore                        | 0,545 Mio.      |
| 54         | 6         | Sex, Liza und Rock’n’Roll   | Sex, Liza and Rock & Roll | 17. Juli 2018        | 16. Okt. 2018                         | Steven Tsuchida | Joe Murphys                            | 0,568 Mio.      |
| 55         | 7         | Das Jodel-Wunder            | A Christmas Miracle       | 24. Juli 2018        | 23. Okt. 2018                         | Peter Lauer     | Grant Sloss                            | 0,639 Mio.      |
| 56         | 8         | Die Seifenblase             | The Bubble                | 31. Juli 2018        | 23. Okt. 2018                         | Peter Lauer     | Dottie Dartland Zicklin & Eric Zicklin | 0,646 Mio.      |
| 57         | 9         | Röhre, wenn du geil bist    | Honk If You’re Horny      | 7. Aug. 2018         | 30. Okt. 2018                         | Todd Biermann   | Alison Brown                           | 0,786 Mio.      |
| 58         | 10        | Doppelmoral                 | Girls on the Side         | 14. Aug. 2018        | 30. Okt. 2018                         | Todd Biermann   | Joe Murphy                             | 0,742 Mio.      |
| 59         | 11        | Was in Frankfurt passiert … | Fraudlein                 | 21. Aug. 2018        | 6. Nov. 2018                          | Andrew Fleming  | Gon Roos                               | 0,700 Mio.      |
| 60         | 12        | Die Kakao-Mutter            | Lizability                | 28. Aug. 2018        | 6. Nov. 2018                          | Andrew Fleming  | Darren Starr & Grant Sloss             | 0,734 Mio.      |

## Staffel 6
Die Erstausstrahlung der sechsten Staffel war vom 12. Juni bis zum 4. September 2019 auf dem US-amerikanischen Fernsehsender TV Land zu sehen. Die deutschsprachige Erstausstrahlung wurde von Oktober bis Dezember 2019 auf TNT Comedy ausgestrahlt.
| Nr. (ges.) | Nr. (St.) | Deutscher Titel                   | Originaltitel                   | Erstausstrahlung USA | Deutschsprachige Erstausstrahlung (D) | Regie           | Drehbuch | Zuschauer (USA) |
| ---------- | --------- | --------------------------------- | ------------------------------- | -------------------- | ------------------------------------- | --------------- | --- | --------------- |
| 61         | 1         | Der Glasthron                     | Big Day                         | 12. Juni 2019        | 28. Okt. 2019                         | Steven Tsuchida | Handlung: Alison Greenberg & Dottie Dartland Zicklin & Eric Zicklin Schauspiel: Dottie Dartland Zicklin & Eric Zicklin | 0,635 Mio.      |
| 62         | 2         | Kein Griff ins Klo                | Flush With Love                 | 19. Juni 2019        | 28. Okt. 2019                         | Steven Tsuchida | Don Roos | 0,580 Mio.      |
| 63         | 3         | Unschuldig?                       | The Unusual Suspect             | 26. Juni 2019        | 4. Nov. 2019                          | Brennan Shroff  | Grant Sloss | 0,532 Mio.      |
| 64         | 4         | Mercury                           | An Inside Glob                  | 10. Juli 2019        | 4. Nov. 2019                          | Miriam Shor     | Alison Brown | 0,648 Mio.      |
| 65         | 5         | Harte Konkurrenz                  | Stiff Competition               | 17. Juli 2019        | 11. Nov. 2019                         | Peter Lauer     | Joe Murphy | 0,634 Mio.      |
| 66         | 6         | Bewusstseinserweiterung           | Merger, She Wrote               | 24. Juli 2019        | 11. Nov. 2019                         | Peter Lauer     | Ashley Skidmore | 0,498 Mio.      |
| 67         | 7         | Die Unwissenheit des Henry Cane   | Friends with Benefits           | 31. Juli 2019        | 18. Nov. 2019                         | Todd Biermann   | Darren Star | 0,454 Mio.      |
| 68         | 8         | Prom für Erwachsene               | The Debu-taunt                  | 7. Aug. 2019         | 18. Nov. 2019                         | Todd Biermann   | Sarah Choi | 0,605 Mio.      |
| 69         | 9         | Millenial ist eine Einstellung    | Millennial's Next Top Model     | 14. Aug. 2019        | 25. Nov. 2019                         | Jennifer Arnold | Grant Sloss | 0,554 Mio.      |
| 70         | 10        | Üppige ... Argumente              | It’s All About the Money, Honey | 21. Aug. 2019        | 25. Nov. 2019                         | Jennifer Arnold | Alison Brown | 0,637 Mio.      |
| 71         | 11        | Digitale HELDIN                   | Holding Out For A SHero         | 28. Aug. 2019        | 2. Dez. 2019                          | Peter Lauer     | Joe Murphy | 0,547 Mio.      |
| 72         | 12        | In guten wie in schlechten Zeiten | Forever                         | 4. Sep. 2019         | 2. Dez. 2019                          | Peter Lauer     | Don Roos | 0,630 Mio.      |

## Staffel 7
Die Erstausstrahlung der siebten Staffel war vom 15. April bis zum 10. Juni 2021 auf dem US-amerikanischen Fernsehsender Paramount+ zu sehen. In Deutschland wurde die finale Staffel der Serie am 9. und 10. Oktober 2021 über Warner TV Comedy veröffentlicht. Die deutsche Free-TV-Premiere fand zwischen dem 4. Mai 2022 und dem 8. Juni 2022 bei Sixx statt.
| Nr. (ges.) | Nr. (St.) | Deutscher Titel                     | Originaltitel                        | Erstausstrahlung USA | Deutschsprachige Erstausstrahlung (D) | Regie           | Drehbuch                               | Zuschauer (USA) |
| ---------- | --------- | ----------------------------------- | ------------------------------------ | -------------------- | ------------------------------------- | --------------- | -------------------------------------- | --------------- |
| 73         | 1         | Ein moralisches Angebot             | A Decent Proposal                    | 15. Apr. 2021        | 9. Okt. 2021                          | Andrew Fleming  | Darren Star                            | 0,318 Mio.      |
| 74         | 2         | Das ist das Ende der Welt, Wurmfrau | It’s the End of the World, Worm Girl | 15. Apr. 2021        | 9. Okt. 2021                          | Andrew Fleming  | Don Roos                               | 0,236 Mio.      |
| 75         | 3         | ehem. Millennial                    | FKA Millennial                       | 15. Apr. 2021        | 9. Okt. 2021                          | Andrew Fleming  | Dottie Dartland Zicklin & Eric Zicklin | 0,280 Mio.      |
| 76         | 4         | Gefährliche Liebschaften            | Risky Business                       | 15. Apr. 2021        | 9. Okt. 2021                          | Andrew Fleming  | Alison Brown                           | 0,356 Mio.      |
| 77         | 5         | Das letzte Einhorn                  | The Last Unicorn                     | 22. Apr. 2021        | 9. Okt. 2021                          | Jennifer Arnold | Grant Sloss                            | 0,315 Mio.      |
| 78         | 6         | Das F-Wort                          | The F Word                           | 29. Apr. 2021        | 9. Okt. 2021                          | Jennifer Arnold | Sarah Choi                             | 0,251 Mio.      |
| 79         | 7         | Hamptons Fiesta                     | The Son Also Rises                   | 6. Mai 2021          | 10. Okt. 2021                         | Jennifer Arnold | Joe Murphy                             | 0,271 Mio.      |
| 80         | 8         | Die Baroness                        | The Baroness                         | 13. Mai 2021         | 10. Okt. 2021                         | Jennifer Arnold | Don Roos                               | 0,307 Mio.      |
| 81         | 9         | Fallout                             | Fallout                              | 20. Mai 2021         | 10. Okt. 2021                         | Peter Lauer     | Alison Brown                           | 0,306 Mio.      |
| 82         | 10        | Cancel Culture                      | Inku-baited                          | 27. Mai 2021         | 10. Okt. 2021                         | Peter Lauer     | Grant Sloss                            | 0,306 Mio.      |
| 83         | 11        | Der Laufpass                        | Make No Mustique                     | 3. Juni 2021         | 10. Okt. 2021                         | Peter Lauer     | Dottie Dartland Zicklin & Eric Zicklin | 0,314 Mio.      |
| 84         | 12        | Älter                               | Older                                | 10. Juni 2021        | 10. Okt. 2021                         | Peter Lauer     | Darren Star                            | 0,236 Mio.      |